# Метт'ю Кокс
Метт'ю Кокс (англ. Matthew Cox, нар. 2 травня 2003, Лондон) — англійський футболіст, воротар «Брентфорда».

## Клубна кар'єра
Син тренера з регбі, саме в цьому виді спорту він зробив свої перші кроки в регбійному клубі «Кобем», перш ніж його помітили футбольні скаути «Челсі» у віці восьми років, де Кокс і продовжив займатись.
У віці 14 років Кокс був виключений з академії «Челсі», яка не побачила у ньому достатнього потенціалу. В результаті Метт'ю Кокс приєднався до академії «Вімблдона» у 2017 році, а в травні 2020 року підписав свій перший контракт із клубом лише у 17 років.
Тоді він був одним із найперспективніших гравців лондонського клубу, вигравши з юнацькою командою у сезоні 2019/20 Youth Alliance Cup, а з наступного сезону став регулярно з'являтись у заявці основної команди на матчах Першої ліги, ставши другим воротарем команди після новозеландця Ніка Цанева, втім так за неї і не дебютував.
В липні 2021 року Кокс перейшов у «Брентфорд», де теж став запасним воротарем.

## Кар'єра у збірній
Виступав за юнацьку збірну Англії до 17 років. 2 вересня 2021 року Кокс дебютував за збірну Англії до 19 років у товариській грі проти Італії (2:0). Наступного року Метт'ю з командою поїхав на юнацький чемпіонат Європи 2022 року в Словаччині, де зіграв в 4 матчах, пропустив лише два голи і допоміг своїй команді стати чемпіоном Європи, за що був включений до символічної збірної турніру.

## Досягнення
- Переможець юнацького чемпіонату Європи до 19 років: 2022